# Uollega
Uollega là một chi bướm đêm thuộc họ Noctuidae.